# Sphaerodactylus poindexteri
Sphaerodactylus poindexteri — вид геконоподібних ящірок родини Sphaerodactylidae. Ендемік Гондурасу. Описаний у 2013 році.

## Поширення і екологія
Sphaerodactylus poindexteri є ендеміками острова Утіла в групі островів Іслас-де-ла-Байя. Вони живуть в широколистяних тропічних лісах, серед опалого листя, та в заростях морського винограду, що ростуть серед коралових скель. Зустрічаються на висоті від 3 до 10 м над рівнем моря.